# Mandelbox

Eine Mandelbox (Skalierung 2) von vorne

In der Mathematik ist die Mandelbox ein Fraktal mit einer kastenartigen Form, das 2010 von Tom Lowe entdeckt wurde. Benannt ist sie nach dem französischen Mathematiker Benoît Mandelbrot, da die Mandelbox eine mögliche Verallgemeinerung der Mandelbrot-Menge für den euklidischen Raum ist.

## Motivation

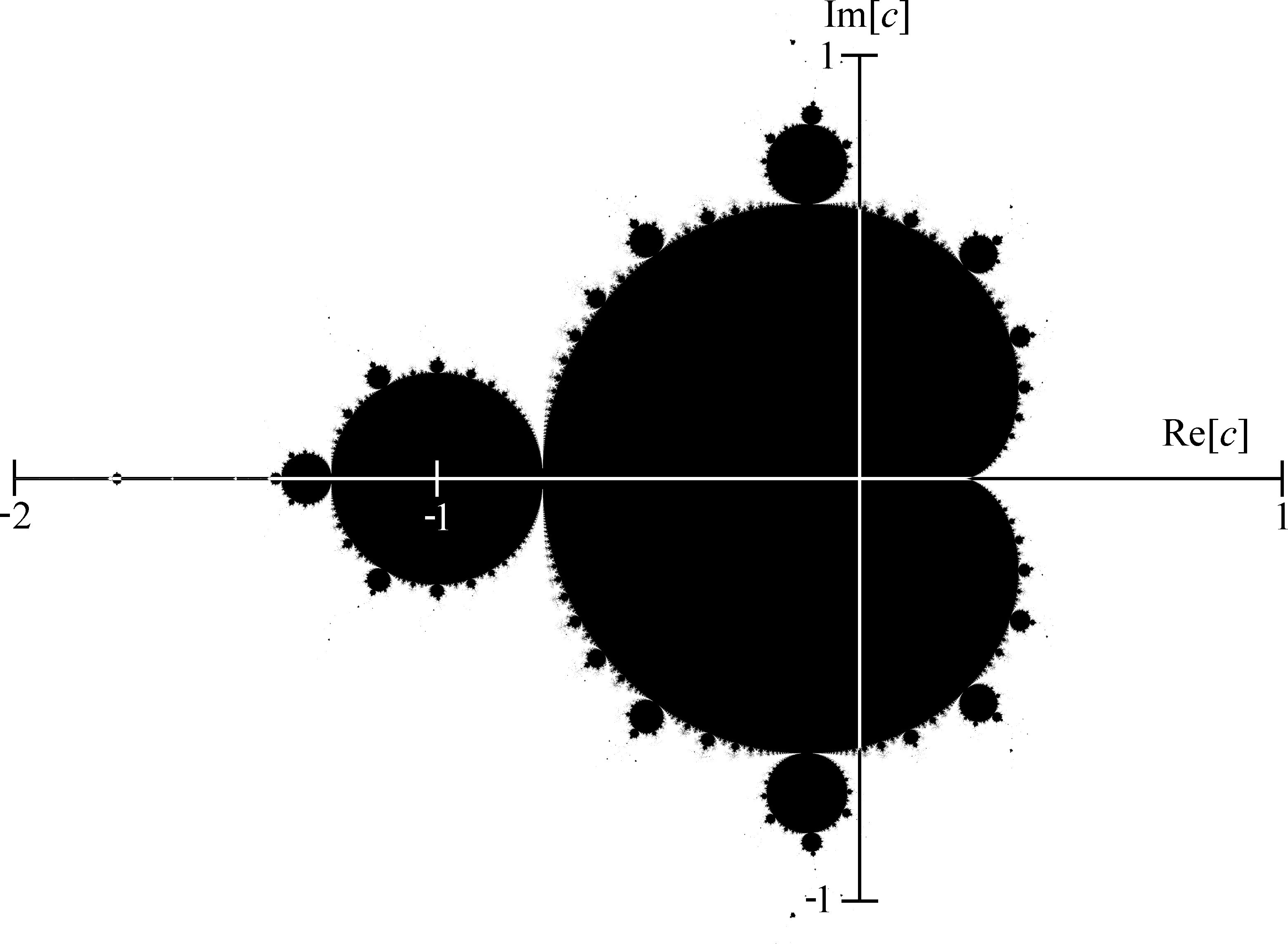
Mandelbrotmenge in der Gaußschen Zahlenebene

Die Mandelbrot-Menge lässt sich definieren als die Menge aller komplexen Zahlen {\displaystyle c}, für die die durch
{\displaystyle f_{c}(0):=0,}
{\displaystyle f_{c}(n+1):=f_{c}(n)^{2}+c} für alle {\displaystyle n\in \mathbb {N} _{0}}
rekursiv definierte Folge {\displaystyle \left(f_{c}(n)\right)_{n\in \mathbb {N} _{0}}} beschränkt ist. Man erkennt, dass die Bildungsvorschrift „erst quadrieren und dann {\displaystyle c} addieren“ ausgehend von 0 immer wieder iteriert wird. Statt Fraktale in {\displaystyle \mathbb {C} } zu betrachten, könnte man auch eine Verallgemeinerung zum {\displaystyle \mathbb {R} ^{d}} versuchen. Dabei interpretiert man das Quadrieren als eine Art „Aufblähung“ zu einer Box oder Kugel.

## Definition

### Geometrische Funktionen
Wir definieren {\displaystyle f_{\text{Box}}\colon \mathbb {R} ^{d}\to \mathbb {R} ^{d}} folgendermaßen: Für {\displaystyle d=1} setze man
{\displaystyle f_{\text{Box}}(x)={\begin{cases}-2-x&x<-1\\x&-1\leq x\leq 1\\2-x&x>1\\\end{cases}}}
Anschaulich gesagt „faltet“ man hier die Teile der Zahlengerade die {\displaystyle <-1} bzw. {\displaystyle >1} an den Rändern des Intervalls {\displaystyle [-1,1]} zusammen. Für jedes {\displaystyle |x|>1} gibt es eine Zahl von Faltungen (Anwendungen der Funktion {\displaystyle f_{\text{Box}}}), die {\displaystyle x} ins Intervall bringt, wo es dann bei allen weiteren Anwendungen von {\displaystyle f_{\text{Box}}} bleibt. Für {\displaystyle d>1} und {\displaystyle x=(x_{1},\dotsc ,x_{d})} setze man
{\displaystyle f_{\text{Box}}(x_{1},\dotsc ,x_{d}):=(f_{\text{Box}}(x_{1}),\dotsc ,f_{\text{Box}}(x_{d})).}
In den einzelnen Komponenten rechts soll {\displaystyle f_{\text{Box}}} die Funktion im Eindimensionalen bezeichnen.
Die Funktion {\displaystyle f_{\text{Ball}}\colon \mathbb {R} ^{d}\to \mathbb {R} ^{d}} definiere man durch
{\displaystyle f_{\text{Ball}}(x)={\begin{cases}4x&\lVert x\rVert <{\frac {1}{2}}\\{\frac {x}{\lVert x\rVert ^{2}}}&{\frac {1}{2}}\leq \lVert x\rVert \leq 1\\x&\lVert x\rVert >1\\\end{cases}}}
Hier bezeichnet {\displaystyle \lVert x\rVert } die Norm des Vektors {\displaystyle x}. Die Funktion {\displaystyle f_{\text{Ball}}} lässt, anschaulich gesagt, das Innere einer Sphäre „explodieren“, wobei die erste Bedingung vor allem wegen des Punktes {\displaystyle 0} notwendig ist, da man durch {\displaystyle 0} nicht dividieren kann.
Anschließend benötigen wir die zwei Rechenoperationen Vektoraddition und Skalarmultiplikation.

### Mandelbox und Juliabox
Die Mandelbox {\displaystyle M_{d,\mu }\subseteq \mathbb {R} ^{d}} bezüglich eines reellen Parameters {\displaystyle \mu } ist die Menge aller Punkte {\displaystyle c\in \mathbb {R} ^{d}}, für die die rekursiv definierte Folge {\displaystyle (m_{\mu ,c}(n))}
{\displaystyle m_{\mu ,c}(0)=0,}
{\displaystyle m_{\mu ,c}(n+1)=\mu \cdot f_{\text{Ball}}(f_{\text{Box}}(m_{\mu ,c}(n)))+c,}
beschränkt ist. Die Zahl {\displaystyle \mu } wird hierbei Skalierungsfaktor genannt.
Eine Julia-Box definiert man als Menge aller Punkte {\displaystyle v\in \mathbb {R} ^{d}}, sodass für ein festes {\displaystyle c\in \mathbb {R} ^{d}} die Folge {\displaystyle (j_{\mu ,v}(n))} definiert durch
{\displaystyle j_{\mu ,v}(0)=v,}
{\displaystyle j_{\mu ,v}(n+1)=\mu \cdot f_{\text{Ball}}(f_{\text{Box}}(j_{\mu ,c}(n)))+c,}
beschränkt ist.

## Beispiele

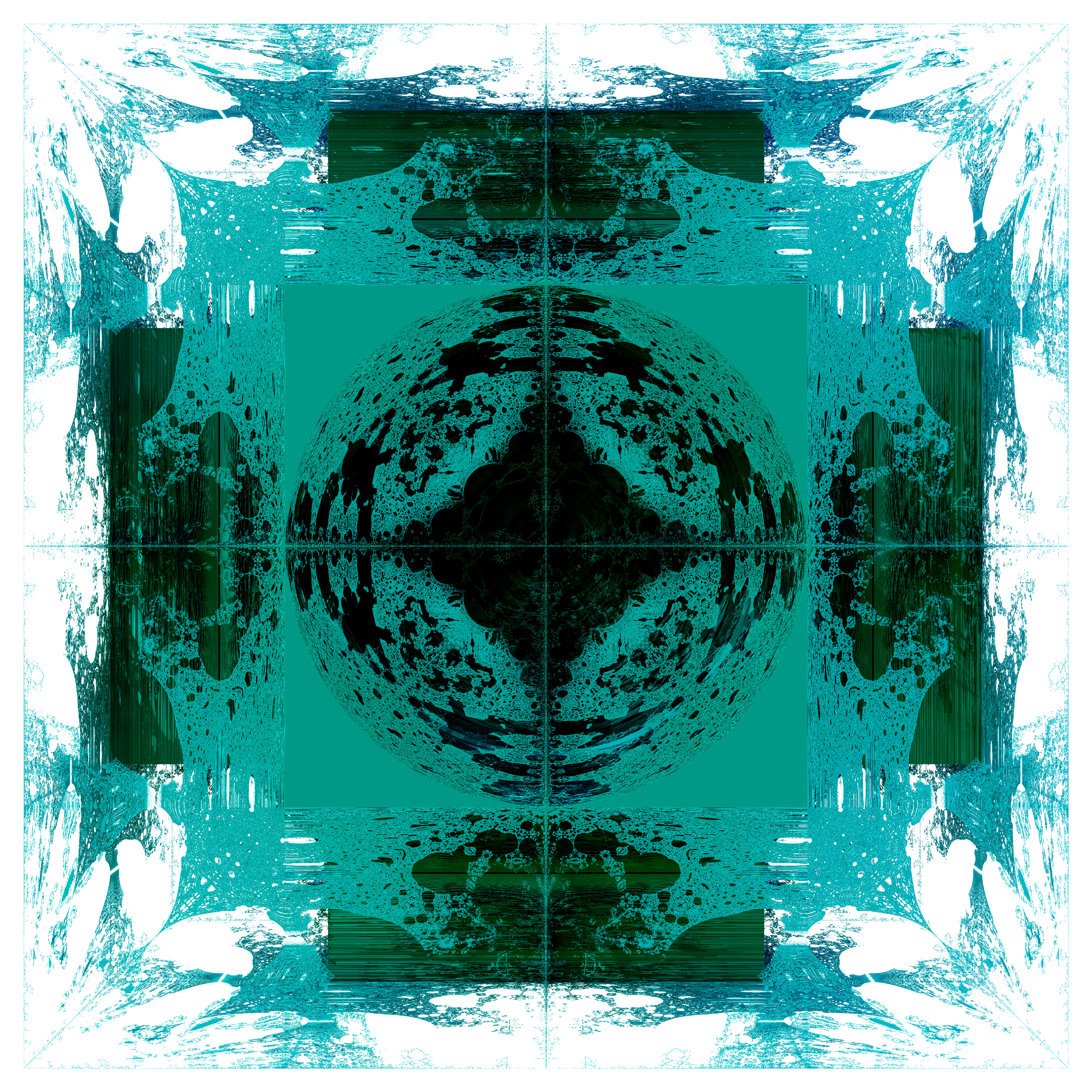

Für {\displaystyle d=2} und {\displaystyle \mu =1} erhält man (nach der üblichen Identifikation des {\displaystyle \mathbb {R} ^{2}} mit {\displaystyle \mathbb {C} }) die Mandelbrot-Menge. Ansonsten hängt das Aussehen der Mandelbox im Wesentlichen von {\displaystyle \mu } ab. Für {\displaystyle d=3} kann man folgende computergenerierte Grafiken angeben:
- {\displaystyle \mu =-2}
- {\displaystyle \mu =-1,5}
- {\displaystyle \mu =-1}
- {\displaystyle \mu =3}

## Eigenschaften
- Für {\displaystyle \mu <-1} gilt: Gilt für ein {\displaystyle (v_{1},\dots v_{d})\in \mathbb {R} ^{d}} die Ungleichung {\displaystyle \vert \max(v_{1},\dots v_{d})\vert >2}, so ist {\displaystyle v\notin M_{d,\mu }}. Daraus folgt unmittelbar, dass {\displaystyle [-2,2]^{d}} die größtmögliche in dem Fraktal erhaltene Box ist. Rechts sieht man ein Beispiel, wenn die Skalierung auf -1,5 gesetzt wird.[6]
- Für {\displaystyle \mu >1} ist ein Punkt {\displaystyle (v_{1},\dots v_{d})\in \mathbb {R} ^{d}} nicht in {\displaystyle M_{d,\mu }} enthalten, wenn[6]

{\displaystyle \vert \max(v_{1},\dots v_{d})\vert >{\frac {2(\mu +1)}{\mu -1}}.}
- Im Allgemeinen ergeben sich abhängig vom Wert {\displaystyle \mu } unterschiedliche Fraktale. Zum jetzigen Stand (2024) sind die Fraktale noch nicht zufriedenstellend charakterisiert worden.[7]